# Herpeszvírus

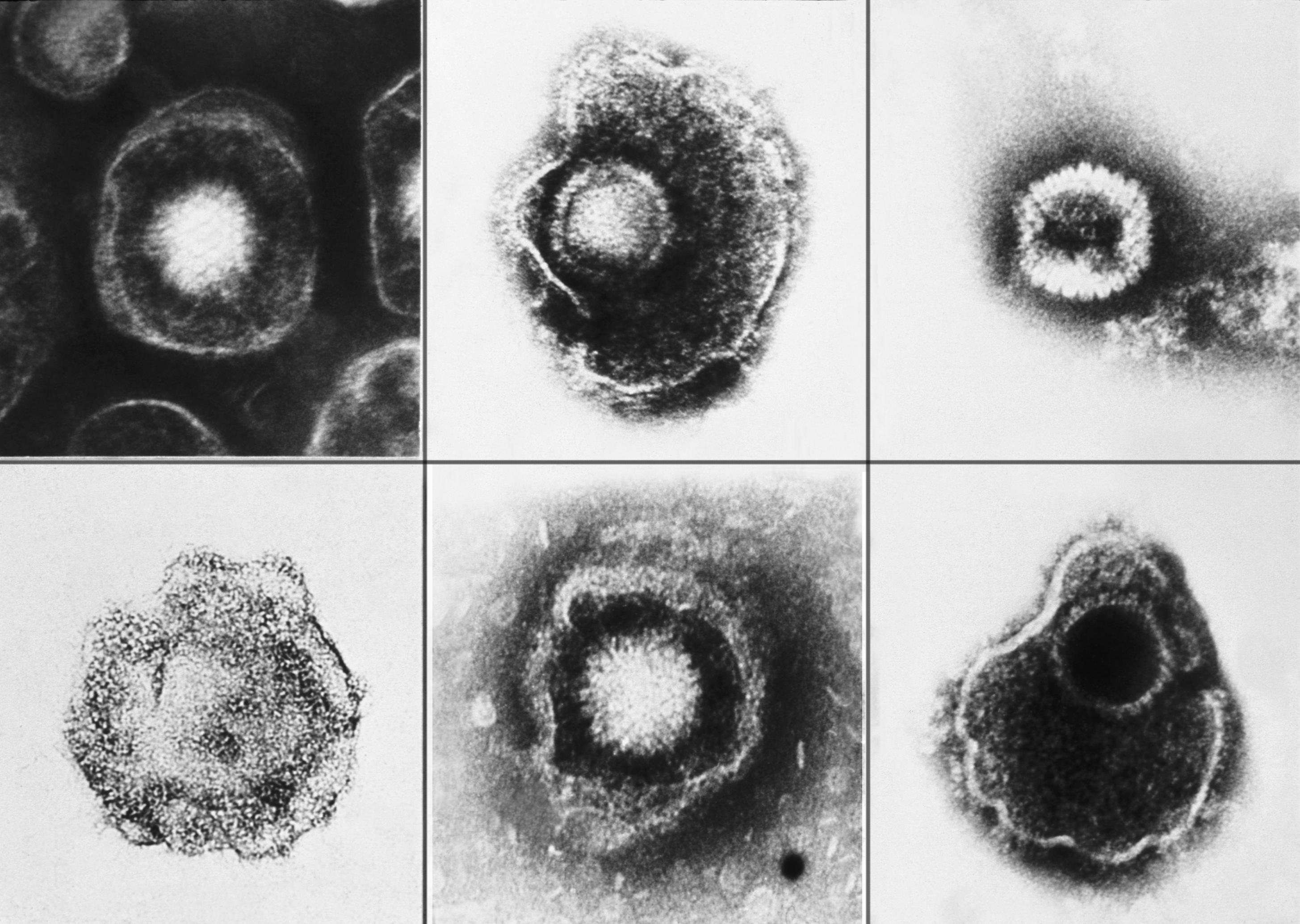
Különféle herpeszvírusok elektronmikroszkópos képe

A herpeszvírus a Herpesviridae családba tartozó DNS-vírusok elnevezése. A név eredete a görög herpein szó, melynek jelentése kúszó, lopakodó - ezzel fő jellemzőjét próbálták leírni. Állati és emberi megbetegedésekben egyaránt szerepet játszanak.

## Felépítésük
Ikozaéder alakúak, 162 kapszomer alkotja. DNS-ük kettős szálú, lineáris.
Tegmentum mátrix: belső mátrix (ezt veszi körül a kapszid). Kívül burok (peplon) található, melyet kisebb peplomerek alkotnak.

## Alcsaládok
1. Alfaherpesvirinae
  - HSV-1 (humán herpeszvírus 1, herpes simplex virus 1)
  - HSV-2 (humán herpeszvírus 2, herpes simplex virus 2)
  - VZV (HHV-3, humán herpeszvírus 3, Varicella-zoster)
  - McHV-1 majomherpeszvírus: a főemlősök egyetlen olyan herpeszvírusa, mely embereket is képes megfertőzni.
2. Gammaherpesvirinae
  - EBV (HHV-4, humán herpeszvírus 4, Epstein-Barr vírus)
  - KSHV (HHV-8, Kaposi-szarkómához társuló herpeszvírus)
3. Betaherpesvirinae
  - HCMV (HHV-5, humán herpeszvírus 5, humán citomegalovírus)
  - HHV-6 (humán herpeszvírus 6)
  - HHV-7 (humán herpeszvírus 7)

Sejtbe jutva hosszan lappang. Jellemzően az első fertőződés még gyerekkorban van. Trópusi, illetve alacsony közegészségügyi színvonalon álló országokban a herpeszvírusok nagyon elterjedtek, a lakosság zöme hordozó. 

## Emberi megbetegedést okozó herpeszvírusok

### Herpes simplex 1-2
A szervezetbe jutás után évekig lappang a ganglionokban (idegdúcokban), majd különböző hatásokra aktiválódnak (láz, stressz, hormon).
HSV-1:
- Gingiovostomatitis: gyerekeknél jelentkezik a száj nyálkahártyáján hólyagok formájában.
- Herpes labialis: ajkakon hólyagos kiütések; helyileg kezelhető.
- Keratoconjunctivitis: enyhébb, de néha mélyebb rétegeket érint.

HSV-2:
- Herpes genitalis: férfiak és nők külső nemi szervein hólyagos, fekélyes kiütések jelentkeznek, melyek fájdalmasak és kiújulhatnak.
- Terhesség esetén átjut a placentán vagy a szülőcsatornán és újszülött kori herpeszt okoz (idegrendszeri tünetek).

Csak sérült bőrön vagy nyálkahártyán jutnak be.
- Herpeszes ínygyulladás (fogorvosok)
- Herpes gladiatorum (birkózók)
- Eczema herpeticum
- Encephalitis: súlyos központi idegrendszeri manifesztáció.

### Varicella-zoster (HHV-3)
Csak emberi szövetkultúrán tenyészthető, 1 szerotípusa van. A HHV-3 által okozott gyermekbetegség a bárányhimlő, mely cseppfertőzéssel terjed. Lappangási ideje 2-3 hét, majd testszerte hólyagok jelentkeznek. A bőr mélyebb rétegeit is érintheti. A vírusokat a leesett pörkök tartalmazzák. A bárányhimlőnek súlyos szövődményei lehetnek (agyvelőgyulladás és pneumonia, valamint hepatitis), ezért is volt indokolt a varicella ellenes védőoltás kötelezővé tétele. Ezt az oltást jelenleg 13 és 16 hónapos korukban kapják meg a gyermekek.  
Kiállása után életre szóló immunitás marad vissza. Felnőtt korban övsömört (zoster) okoz. A varicella lappang a szervezetben, a zoster ennek a recidívája: bizonyos hatások (pl. stressz, egyéb fertőzések) következtében az idegdúcokban megbújó vírus reaktiválódik, és ekkor jelennek meg az övsömör tünetei. 

### Epstein-Barr vírus (EBVvagy HHV-4)
A B-sejtekhez nagy az aktivitása, bennük lappang. Epithel sejtekben szaporodik.
Kórképek:
- Pfeiffer-féle mirigyláz ("csókbetegség" vagy mononucleosis infectiosa): nyállal terjed; tünetei a CMV-hez hasonlóak, májtünetek nélkül. A gyógyulás hónapokig tart.
- Burkitt-limfóma: a nyirokszervek rosszindulatú betegsége. Afrikában jellemző, főleg gyermekeknél.
- Nasopharyngeális karcinóma (orr-garatüregi rák): Kínában jellemző.
- Limfoproliferatív kórképek (ide tartoznak a fent említett Burkitt-limfóma mellett egyéb, ritka limfómák): immungyengeségben szenvedő betegeknél.

### Citomegalovírus (CMV vagy HHV-5)
Csak emberi szövetkultúrán tenyészthető (epithelsejteken és mirigysejtekben). Jellegezetes szövettani elváltozás a CMV-vel fertőzött sejtek magjában figyelhető meg; jellegzetes alakjuk alapján ezeket a sejteket bagolyszem-sejteknek is nevezik.
A primer fertőzés után lehet tünetmentes, szubklinikus vagy klinikus.
Az általános lappangási idő 1 hónap. A citomegalovírus-fertőzés tünetei lehetnek: láz, fejfájás, torok- és izomfájás, májtünetek. Legyengült immunrendszerű (immuunszupprimált) szervezetben súlyosabb kimenetel lehetséges. Congenitalis (veleszületett) vagy perinatális esetben az újszülött fertőződik az anyától (congenitalis zárványbetegség = microcephalia, érzékszervi károsodás, icterus)

### HHV-6
Enyhe bőrkiütéssel járó folyamat. Gyermekeknél okoz fertőzéseket (exanthema subitum vagy roseola infantum). 

### Humánpatogén majomherpeszvírus
Majomharapás útján terjed emberre (zoonózis). Az McHV-1 majomherpeszvírust 1932-ben azonosították; azóta 50 esetet írtak le, amikor emberi megbetegedést okozott. Ebből 21 halálos fertőzés volt, és legalább 20 dokumentált esetben okozott agyvelőgyulladást. 

## Állati herpeszvírusok
Különböző állatfajok génállományával működő vírusok léteznek. A haszon- és háziállatoknál végeztek kutatásokat, így kimutatták a következőeket:
1. lóherpesz-vírus,
2. marhaherpesz-vírus,
3. kacsaherpesz-vírus,
4. disznóherpesz-vírus,
5. macskaherpesz-vírus,
6. kutyaherpesz-vírus,
7. csirkeherpesz-vírus,
8. elefántherpesz-vírus.

## Külső hivatkozások
- http://www.etk-online.hu/component/option,com_docman/task,doc_download/gid,307/Itemid,78/%5B%5D.